# Izabelin C
Izabelin C ist ein Ort im Powiat Warszawski Zachodni der Woiwodschaft Masowien in Polen. Er ist Sitz der gleichnamigen Landgemeinde mit etwa 10.600 Einwohnern.

## Geographie
Der Ort liegt in etwa 16 km nordwestlich von Warschau am südöstlichen Rand des Nationalparks Kampinos, zu dem Teile des Gemeindegebiets gehören. – Der Nationalpark und das Biosphärenreservat haben ihren Sitz in Izabelin C.

## Geschichte
Izabelin entstand Anfang des 20. Jahrhunderts. Als eine der ersten Ansiedlungen erhielt Izabelin den Status einer Siedlung auf dem Gebiet des Nationalparks Kampinos. 1937 wurde in der Siedlung eine Schule eingerichtet 1952 entstand die Pfarrei.
Angeblich leitet sich der Name Izabelin von Izabela Zielińska, der Besitzerin der Wälder, ab.
Die Gemeinde Izabelin wurde am 30. Dezember 1994 gebildet, bis zu diesem Zeitpunkt war Izabelin C ein Ort der Gemeinde Stare Babice. Bis Dezember 1998 gehörte die Gemeinde zur Woiwodschaft Warschau.

## Izabelin B
Die etwa einen Kilometer südöstlich gelegene Waldsiedlung erhielt den Namen Izabelin B. Der Ort hat 1034 Einwohner (Stand 3. Oktober 2019) und eine Fläche von 150 Hektar.

## Gemeinde
Zur Landgemeinde (gmina wiejska) Izabelin mit einer Fläche von 65 km² gehören sieben Orte mit Schulzenämtern.